# Fulbari (Okhaldhunga)
Fulbari (nepalski: फूलबारी) – gaun wikas samiti we wschodniej części Nepalu w strefie Sagarmatha w dystrykcie Okhaldhunga. Według nepalskiego spisu powszechnego z 2001 roku liczył on 729 gospodarstw domowych i 3791 mieszkańców (2020 kobiet i 1771 mężczyzn).